# Boetica Ravine
Der Boetica Ravine ist ein Fluss an der Ostküste von Dominica im Parish Saint Patrick.

## Geographie
Der Boetica Ravine entspringt im Morne Sinai, einem Ostausläufer der Grande Soufrière Hills, fließt nach Osten und mündet südlich der Siedlung Boetica in den Atlantik.
Benachbarte Flüsse sind Boetica River im Norden und Ravine Grano Chemin im Süden.